# Nomenklatura
Il termine russo nomenklatura (номенклату́ра), derivante dal latino nomenclatura, ovvero "elenco di nomi", indicava in origine l'elenco delle posizioni o dei lavori di maggiore responsabilità, i cui occupanti dovevano essere approvati dal Partito Comunista dell'Unione Sovietica. Per estensione o metonimia, il termine iniziò ad essere usato in modo figurato, per indicare le persone che occupavano effettivamente tali posizioni.

## Storia
Era stato ideato in effetti come un sistema per far funzionare l'amministrazione di una nazione enorme che contava 300 milioni di abitanti. Ciò permise al Partito di controllare, attraverso procedure stringenti, la selezione dei candidati alle posizioni amministrative. Dopo l'abolizione della nomenclatura attorno al 1990, gli standard in Russia divennero più indulgenti. Per illustrare il cambiamento - nel 1994 Vladimir Podatev venne nominato membro della Commissione per i Diritti Umani della presidenza russa. Podatev era stato in precedenza condannato tre volte (furto di preziosi, rapina a mano armata e stupro) ed era un "vor v zakone". La sua candidatura venne scelta e controllata dal dipartimento del personale dell'amministrazione presidenziale. E questo è solo un esempio tra migliaia.
La nomenklatura era solo un piccolo sottoinsieme elitario della popolazione complessiva dei membri del Partito, che era essenzialmente composta da colletti blu. Essa aveva più livelli; occupare una posizione più importante richiedeva un più alto livello di approvazione nella gerarchia del Partito.
Questa copriva tutti i tipi di incarichi, tecnici o meno; un direttore di teatro necessitava dello stesso livello di approvazione di un manager industriale, poiché produrre contenuti per la visione di massa era sempre questione di grande preoccupazione per il Partito (tali istituzioni usavano dei censori per la visione e l'approvazione dei contenuti, prima della pubblicazione).
La nomenklatura non aveva sempre bisogno di essere composta da membri del Partito Comunista, soprattutto nei paesi satelliti che talvolta disponevano di partiti "fantoccio", ma il Partito doveva essere convinto che queste persone fossero affidabili e degne di fiducia. Una volta che un non-membro veniva promosso, era spesso invitato (gentilmente) ad entrare nel partito, per assicurarsi la promozione.
Non deve essere confusa con gli apparatčik o con il blocco di partito dei regimi comunisti, o con i funzionari di partito in generale. Ad esempio, in una fabbrica statale, i più alti dirigenti erano ovviamente parte della nomenklatura e dovevano essere approvati dal Partito, ma i funzionari di partito che lavoravano nella fabbrica costituivano una gerarchia separata ed indipendente, e potevano anche essere tutti semplici operai. Il segretario del Partito faceva rapporto al direttore come un impiegato, ma il direttore avrebbe fatto rapporto al segretario in qualità di membro ordinario del partito. Comunque, i manager più importanti appartenevano di solito ai livelli più alti del partito, piuttosto che alla cellula locale.
Milovan Đilas scrisse della nomenklatura come della "classe nuova", e questa veniva ampiamente vista (e disprezzata) dai cittadini comuni, come una élite burocratica che godeva di speciali privilegi e aveva semplicemente soppiantato la precedente élite capitalista benestante. I sostenitori del socialismo di stato, comunque, sostengono che il punto di vista di Đilas non è suffragato dai fatti, dichiarando che i privilegi di cui godevano gli appartenenti alla nomenklatura erano di almeno un ordine di grandezza inferiori, rispetto a quelli di cui godono imprenditori e alti dirigenti in nazioni come gli USA. Ad esempio, la moglie di Stalin scrisse una volta al marito del fatto che era andata a degli esami in tram. Dovette prendere un taxi solo perché il tram si guastò (2 settembre 1929). In un altro esempio i suoceri di Stalin vivevano in un appartamento comunale. Naturalmente, dopo la guerra questo stile di vita ascetico non venne mantenuto, ma ciò avvenne di pari passo a miglioramenti simili nella qualità della vita del cittadino sovietico medio. Molti membri della nomenklatura spiegarono in seguito che i privilegi non erano qualcosa che veniva fornito dal sistema, ma dalla possibilità di corruzione che veniva usata dai meno onesti tra loro.

## Evoluzione
Dopo la caduta dei regimi comunisti nell'Europa orientale, l'apparato politico che manteneva la nomenklatura nella sua posizione collassò con essi. Gran parte della nomenklatura, tuttavia, mantenne le sue posizioni amministrative. Alcuni furono in grado di usare la loro influenza per guadagnare posizioni nel nuovo governo o assicurarsi posti redditizi in ex-aziende statali.
Questa evoluzione può essere spiegata notando che la nomenklatura era basilarmente composta da dirigenti del regime comunista, gente che aveva:
- Capacità gestionali superiori alla media
- ambizione a perseguire una carriera professionale che ad un certo punto richiedeva di far parte della nomenklatura
- molto rispetto nei confronti delle gerarchie
- una rete avanzata di conoscenze, poiché si doveva lottare per i beni e le forniture, fossero carta igienica o approvvigionamenti per una fabbrica. Ciò richiedeva una grande dose di comunicazioni interpersonali.

Al di fuori della nomenklatura si trovavano solo lavori semplici o persone che non possedevano tali abilità. Quindi era abbastanza naturale per la nomenklatura adattarsi ai regimi post-comunisti, perché si trattava di inseguire gli stessi obbiettivi senza dover difendere una specifica ideologia (nella quale molti di loro non credevano comunque).
In paesi diversi dall'Unione Sovietica, dove era permesso creare piccole imprese private, il fenomeno dell'oligarchia degli affari fu meno intenso.